# Diopatra tridentata
Diopatra tridentata är en ringmaskart som beskrevs av Hartman 1944. Diopatra tridentata ingår i släktet Diopatra och familjen Onuphidae. Inga underarter finns listade i Catalogue of Life.